# رباقي
رِبَاقِي أو رِبْقِي (الاسم العلمي Platax)، جنس أسماك بحرية من الفرخيات وفصيلة الجاروفيات. أعطانها منطقة المحيط الهادي و الهندي، موائلها الطبيعية الشعاب المرجانية. أنواعها خمسة. أسماكها صغيرة القد مفلطحة مستديرة زاهية الألوان العديدة، تكثر في البحار الحارة.